# Valkenswaard
Valkenswaard ( udtale ?) er en kommune og en by i den sydlige provins Noord-Brabant i Nederlandene. 
- Wikimedia Commons har flere filer relateret til Valkenswaard

51°21′00″N 5°27′32″Ø / 51.35°N 5.459°Ø